# Leptonema aconicum
Leptonema aconicum är en nattsländeart som beskrevs av Pavel Chvojka och Sykora 1999. Leptonema aconicum ingår i släktet Leptonema och familjen ryssjenattsländor. Inga underarter finns listade i Catalogue of Life.